# Colette Guillopé

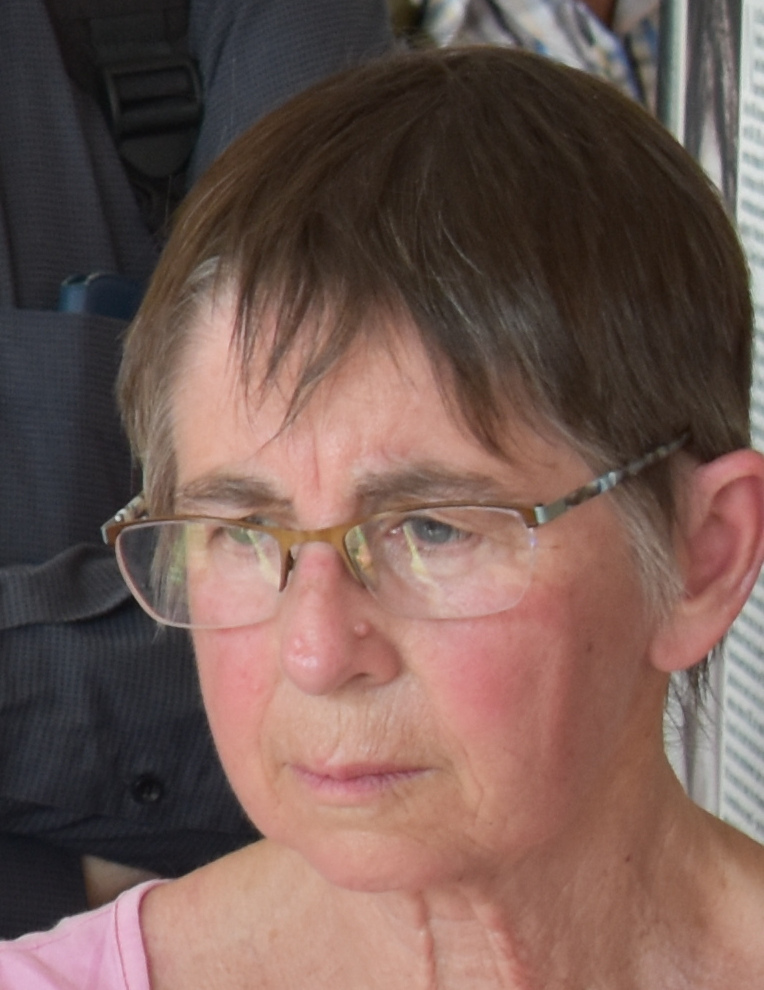
Colette Guillopé

Colette Guillopé (* 1951) ist eine französische Mathematikerin und emeritierte Hochschullehrerin.

## Leben
Guillopés Eltern waren beide Professoren. Guillopé erwarb ein Diplôme d’études approfondies. 1977 wurde sie an der Centre national de la recherche scientifique promoviert. Sie habilitierte sich 1983 an der Universität Paris-Süd unter der Betreuung von Roger Temam.
Bis zu ihrer Emeritierung war sie Professorin an der Universität Paris XII Val-de-Marne, wo sie außerdem als Genderbeauftragte wirkte.
Guillopé war 1987 Gründungsmitglied der Association femmes et mathématiques und war von 1996 bis 1998 deren Präsidentin. Von 2004 bis 2008 leitete sie die Vereinigung femmes & sciences. Sie wurde zum Ritter der Ehrenlegion ernannt und 2016 zum Offizier befördert.

## Forschungsschwerpunkte
Die Forschungsschwerpunkte liegen in den Bereichen Partielle Differentialgleichung und Strömungsmechanik.